# Obština Pleven
Obština Pleven (bulharsky Община Плевен) je bulharská jednotka územní samosprávy v Plevenské oblasti. Leží ve středním Bulharsku v Dolnodunajské nížině na úpatí Předbalkánu. Správním střediskem je město Pleven, kromě něj zahrnuje obština 1 město a 23 vesnic. Žije zde necelých 130 tisíc stálých obyvatel.

## Sídla
- Beglež[p 1]
- Bochot[p 1]
- Brăšljanica[p 1]
- Brestovec[p 1]
- Bukovlăk[p 1]
- Disevica[p 1]
- Gortalovo
- Grivica[p 1]
- Jasen[p 1]
- Kărtožabene
- Kăšin
- Koilovci[p 1]
- Laskar
- Mečka[p 1]
- Nikolaevo[p 1]
- Opanec[p 1]
- Pelišat[p 1]
- Pleven[p 2] (sídlo správy)
- Radiševo[p 1]
- Ralevo
- Slavjanovo[p 1][p 2]
- Tărnene[p 1]
- Todorovo
- Tučenica
- Vărbica[p 1]

## Sousední obštiny
| Růžice kompasu | Dolna Mitropolija | Guljanci       | Nikopol       | Růžice kompasu |
| Růžice kompasu | Dolni Dăbnik      | Sever          | Levski Pordim | Růžice kompasu |
| Růžice kompasu | Dolni Dăbnik      | Obština Pleven | Levski Pordim | Růžice kompasu |
| Růžice kompasu | Dolni Dăbnik      | Jih            | Levski Pordim | Růžice kompasu |
| Růžice kompasu | Lukovit           | Ugărčin        | Loveč         | Růžice kompasu |

## Obyvatelstvo
V obštině žije 127 316 obyvatel a je zde trvale hlášeno 142 788 obyvatel. Podle sčítání 7. září 2021 bylo národnostní složení následující:
- Bulhaři: 101 522 (95.3 %)
- Romové: 2 585 (2.4 %)
- Turci: 1 848 (1.7 %)
- ostatní: 554 (0.5 %)

V období 2011 až 2021 v obštině ubylo 16 304 obyvatel.